# رابرت کیشرلوفسکی
رابرت کیشرلوفسکی (کرواتی: Robert Kišerlovski؛ زادهٔ ۹ اوت ۱۹۸۶) دوچرخه‌سوار اهل کرواسی است.
از باشگاه‌هایی که در آن بازی کرده‌است می‌توان به تیم تینکوف، تیم آستانه، تیم ترک-سگافردو، و تیم کاتیوشا–آلپتسین اشاره کرد.